# Nick Youngquest
Nick Youngquest, nome artístico de Nicholas Frederick Youngquest (Sydney, 28 de julho de 1983), é um ex-jogador profissional de rugby league e modelo australiano. Ele é mais conhecido por ter estrelado campanha publicitária para a fragrância masculina  Invictus, da marca Paco Rabanne.

## Carreira

### Atleta
Nick iniciou sua carreira como um jogador profissional de rugby league, suas posições eram fullback e wing.
Ele jogou na National Rugby League para os clubes australianos Cronulla-Sutherland Sharks, St. George Illawarra Dragons, Penrith Panthers e Canterbury-Bankstown Bulldogs; e na Super League para os clubes britânicos Gateshead Thunder, Celtic Crusaders e Castleford Tigers.
| Atividade | Times                         | Partidas | Tentativas | Gols | Gols de campo | Pontos |
| --------- | ----------------------------- | -------- | ---------- | ---- | ------------- | ------ |
| 2003      | Cronulla-Sutherland Sharks    | 5        | 0          | 0    | 0             | 0      |
| 2004-05   | St. George Illawarra Dragons  | 10       | 6          | 0    | 0             | 24     |
| 2006-07   | Penrith Panthers              | 18       | 9          | 15   | 0             | 66     |
| 2008      | Canterbury-Bankstown Bulldogs | 4        | 1          | 0    | 0             | 4      |
| 2009      | Gateshead Thunder             | 8        | 6          | 0    | 0             | 24     |
| 2010      | Celtic Crusaders              | 29       | 11         | 0    | 0             | 44     |
| 2011-12   | Castleford Tigers             | 40       | 29         | 2    | 0             | 120    |
| Total     | 7                             | 114      | 62         | 17   | 0             | 282    |

Destaques:
- Estreia de primeiro grau: Rodada 1, Cronulla-Sutherland Sharks vs Melbourne Storm (Toyota Park, 16 de março de 2003)
- Hat-trick: Rodada 24, Celtic Crusaders vs Salford City Reds (The Racecourse Ground, 1 de agosto de 2010)

### Modelo
Em 2006, Nick posou nu para o Naked Rugby League Calender 2007. Sua pose quase reveladora, em que uma de suas mãos é colocada parcialmente sobre sua parte íntima, criou controvérsia. A NRL advertiu sobre a foto e se distanciou do projeto, declarando que não aprovariam nem autorizariam o calendário. Mesmo assim as vendas do calendário ajudaram a levantar fundos para a National Breast Cancer Foundation.
Durante seu tempo como atleta, destacou-se por seu envolvimento com organizações de caridade e posou para várias capas de revistas. Em 2008, foi descoberto por David Todd e desde então tem sido representado exclusivamente pela agência DT Model Management, nos Estados Unidos.
Em 2010, foi fotografado para a Checkum, campanha nacional de conscientização do câncer testicular. As fotos foram tiradas em Manchester.
Em 2011, apareceu em uma campanha para a Abercrombie & Fitch por Bruce Weber. No final de 2012, decidiu afastar-se de vez do esporte para buscar oportunidades em modelagem.
Em 2013, tornou-se o rosto da mundialmente divulgada fragrância masculina Invictus, por Paco Rabanne. Em julho, foi lançado no canal do YouTube o webshow Invictus Award - Season 1, onde 7 concorrentes foram escolhidos por um júri de profissionais da marca e do desporto, com Nick Youngquest como mentor. Poucos tempo depois, teve também o Invictus Award - Season 2.
Em 2014, posou para campanha da marca The Upside em um ensaio ao lado da supermodelo Candice Swanepoel.

#### Revistas
| Mês/Ano | Revista            | Ref.   |
| ------- | ------------------ | ------ |
| 02/2015 | Da Man Style       | [ 10 ] |
| 12/2014 | Men’s Health Spain | [ 11 ] |
| 09/2013 | Rocket             | [ 12 ] |
| 12/2012 | Dorian             | [ 13 ] |
| 07/2011 | Out                | [ 14 ] |
| 02/2009 | Têtu               | [ 15 ] |
| 11/2008 | DNA                | [ 16 ] |
| 09/2008 | Attitude           | [ 17 ] |

#### Calendários
| Ano  | Título                         | Nota                                                                          | Ref.          |
| ---- | ------------------------------ | ----------------------------------------------------------------------------- | ------------- |
| 2013 | Invictus Calendar 2014         | Todos os meses de 2014                                                        | [ 18 ]        |
| 2008 | Gods of Football 2009 Calendar | Está também no documentário Gods of Football: The Making of the 2009 Calendar | [ 19 ] [ 20 ] |
| 2006 | Naked Rugby League             | Foto em preto e branco para o mês de junho de 2007                            | [ 21 ]        |